# Medvejka
Medvejka (en rus: Медвежка) és un poble de l'óblast de Tiumén, a Rússia, que en el cens del 2010 tenia 28 habitants. Fou fundat el 1748.